# Тасгетиум

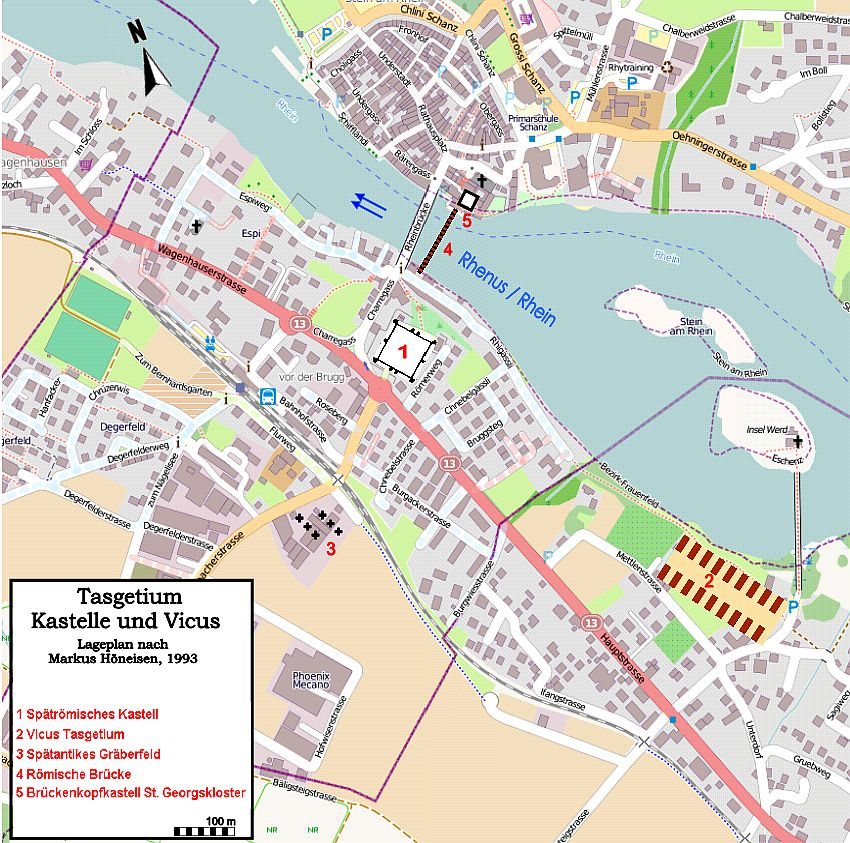
Общая схема расположения каструма и гражданского поселения: 1. каструм III—V в., 2. поселение I—II вв., 3. захоронения III—V вв., 4. каменный римский мост, 5. башня на северном берегу Рейна

Тасгетиум (лат. Tasg(a)etium) — название кельтско-римского поселения типа vicus на территории современной общины Эшенц в швейцарском кантоне Тургау и расположенного в 500 метрах западнее от него каструма на территории городского района Vor der Brugg (нем. «перед мостом») города Штайн-на-Рейне в кантоне Шафхаузен.

## География и название поселения
Тасгетиум находился на левом, южном берегу Рейна, при его истоке из так называемого Нижнего озера (лат. Lacus Acronius). Прирейнские земли были завоёваны римлянами около 15 г. до н. э. в результате альпийского похода Друза и Тиберия, и входили первоначально в состав провинции Реция и с конца III в. в провинцию Максима Секванорум (Maxima Sequanorum). Римляне охотно использовали природную возможность постройки в этом месте свайного моста через лежащие посередине течения Рейна острова Верд; таким образом Тасгетиум был включён в систему римских торговых и военных путей с выходом к каструмам Ad Fines (современный Пфин) и Vitudurum (современный Винтертур) — на юге, и в сторону Дуная — на севере. На северном берегу Рейна въезд на мост был прикрыт оборонительной башней, в то время как на южном берегу вдоль дороги постепенно возникло небольшое поселение, получившее при римлянах название Тасгетиум. Однако мост существовал здесь и до прихода римлян, по крайней мере (по различным датировкам) между 50 и 82 гг. до н. э., что говорит в пользу доримского кельтского поселения, вероятно, основанного неким Тасго, либо названным в его честь..

## Каструм Тасгетиум

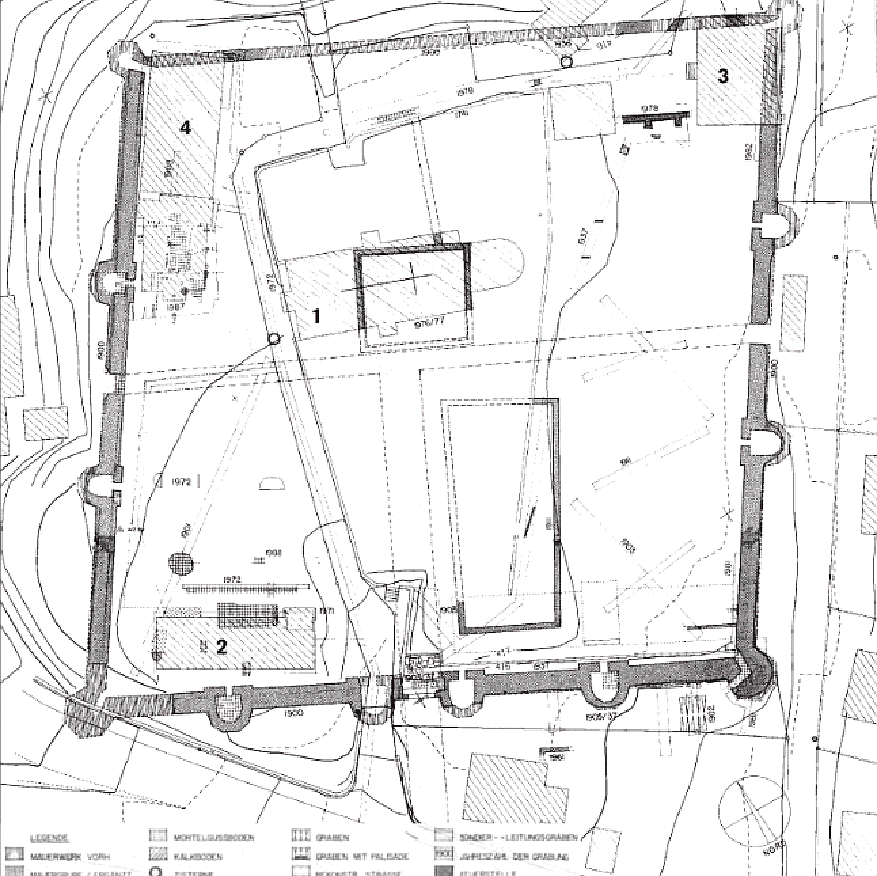
Схематический план каструма

Согласно археологическим данным, викус Тасгетиум был процветающим ремесленным поселением с собственным рынком и смешанным населением. Падение Верхнегерманского лимеса в III в. вывело, однако, проблемы безопасности на первый план, сместив северную границу Империи на юг к Рейну, что в итоге привело к строительству в Тасгетиуме каструма, одного из множества на Дунай-Иллер-Рейнском лимесе и входившего в оборонительную линию Базилия (Базель) — Тенедо (Цурцах) — Констанция (Констанц) — Феликс Арбор (Арбон) — Бригантинум (Брегенц). Занимавшее всего порядка 0,8 га (88 х 91 м) укрепление на холме напротив современного Штайна-на-Рейне было окончательно обустроено по окончании периода внутренних неурядиц, видимо, в правление императора Диоклетиана между 293 и 305 гг., о чём свидетельствует найденная при раскопках надпись. Под защитой каструма был вскорости обустроен новый, возможно, каменный мост через Рейн, защищённый на северном берегу, как и прежде, мощной башней, фундаменты которой были найдены при раскопках в бывшем средневековом монастыре св. Георгия. Примерно в это же время, в начале IV в. к югу от каструма возникло новое гражданское поселение.
Какие именно военные подразделения располагались в Тасгетиуме, остаётся невыясненным, но принимая во внимание исключительно скромные размеры каструма, скорее всего речь идёт о вспомогательных подразделениях.
Также неизвестно, когда именно каструм был оставлен и что произошло с населением викуса после падения Римской империи. Достоверно установлено лишь, что зимой 401/402 г. каструм был дополнительно укреплён, но скорее всего оставлен вскоре после прорыва рейнской границы в 406/407 г. С археологической и исторической точки зрения можно предположить, что каструм использовался и в дальнейшем, а римские солдаты, переставшие получать жалование, если таковые оставались в Тасгетиуме, были ассимилированы. При раскопках в начале XX в. в каструме были идентифицированы следы алеманнского поселения конца V — начала VI вв., а вне его стен — ряд захоронений этого неспокойного периода. Также были обнаружены фундаменты церкви середины VI в., вероятно, раннехристианской церкви св. Иоанна, упомянутой в 799 г. как церковь auf Burg (нем. «в замке», либо «на холме»).

## Археологические изыскания

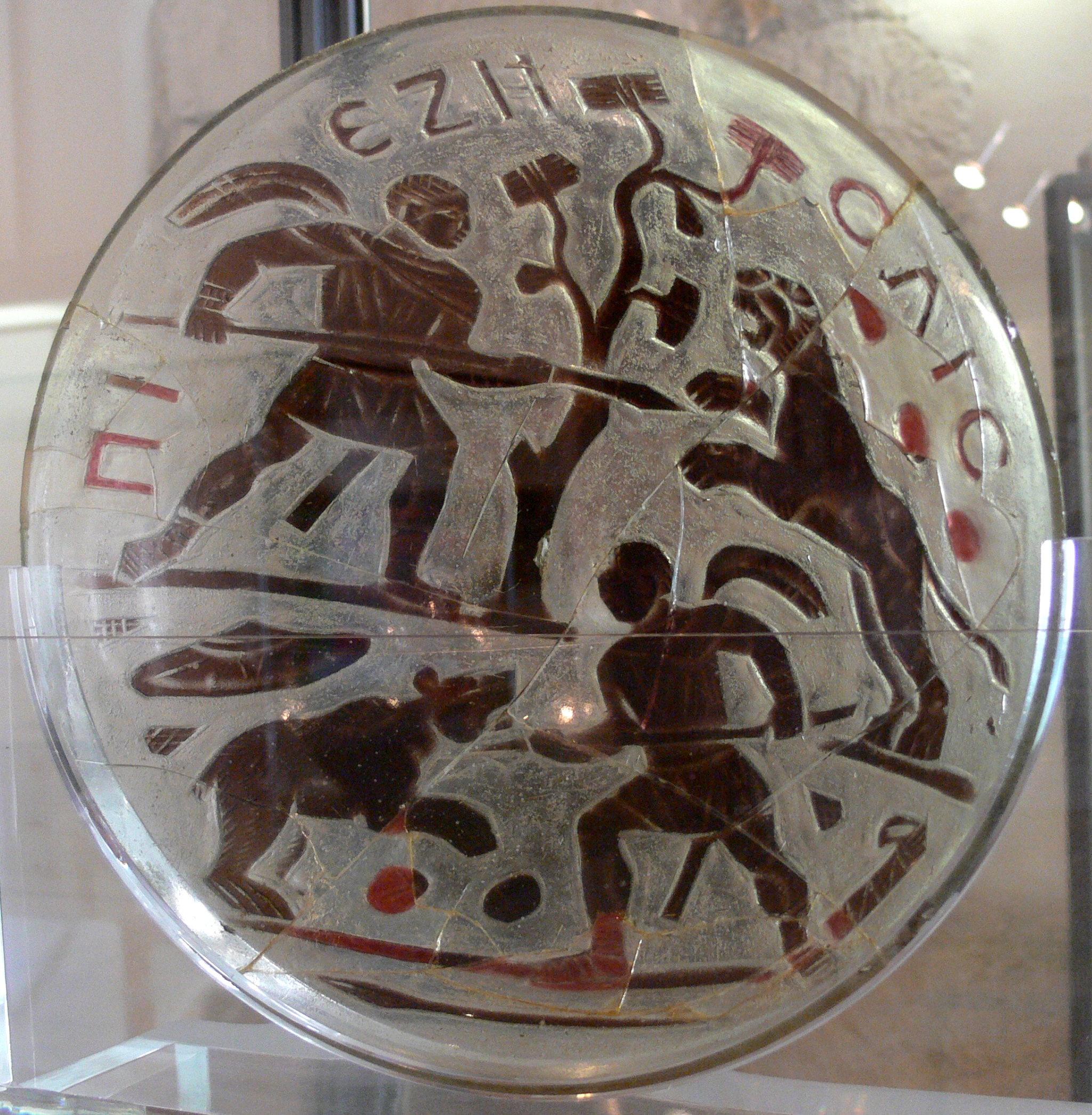
Найденная в захоронении IV в. стеклянная чаша со сценами охоты и греческой надписью «Пей и живи»

Благодаря влажным почвам, сохраняющим не только керамику, но и многочисленные органические фрагменты (дерево, кожа, ткань), археологический район Штайна-на-Рейне и Эшенца считается одним из самых важных и многообещающих в северной Швейцарии. Причём первые археологические поиски на территории бывшего каструма Тасгетиум были порождены найденной при строительстве стены кладбища в 1741 г. надписи, посвящённой речному богу Рейна. Позднее в 1874/1875 гг. Бернхард Шенк исследовал руины римских терм. Всеохватывающие раскопки были произведены в 1931—1935 гг. на островах Верд, когда были найдены не только остовы старых мостовых конструкций, но и многочисленные фрагменты керамики.
Наиболее интересные находки выставлены в Museum zu Allerheiligen в Шафхаузене, а также в Археологическом музее кантона Тургау во Фрауэнфельде.
Кроме того, Тасгетиум является пунктом на «Римском пути Неккар-Альб-Ааре» (нем. Römerstrasse Neckar-Alb-Aare) и на велосипедном маршруте вокруг Боденского озера (нем. Bodenseeradweg).